# Чорний кабінет

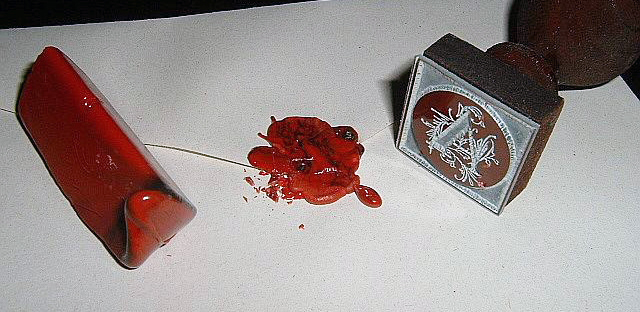
Сургучева печатка повинна була зробити відкривання листів помітним для адресата

Чорний кабінет — орган, що займається перлюстрацією та дешифруванням кореспонденції, і приміщення, що служить для цих цілей, зазвичай таємна кімната в поштовому відділенні.
Назва пішла від відповідної французької служби (фр. Cabinet Noir).
Листи перлюструвалися із часів виникнення писемності.
Після виникнення організованих поштових служб в Європі, до XVII століття з'явилися й організовані служби перлюстрації з дешифрувальними відділеннями.
В 1657 році безпосередньо в акті про організацію поштової служби Олівер Кромвель пише, що вона буде:
|  | ... найкращим засобом розкривати та запобігати небезпечним та підступним змовам проти суспільного добробуту. |

Перша організація під найменуванням «чорний кабінет» з'явилася у Франції в XVII столітті, а система дійсно масового перегляду кореспонденції була організована у Франції під час правління Людовика XV.
В XVIII столітті «чорні кабінети» стали поширеним явищем у країнах Європи.
Бурхливі політичні події середини XIX століття та розвиток громадянського суспільства призвели до обмеження влади європейських урядів та секретних органів нагляду.
У червні 1844 року англійський уряд оголосив про припинення перехоплення листування, 1848 року закрилися австрійський та французький «чорні кабінети».
В 1911 році енциклопедія Британіка писала, що «чорні кабінети» більше не існують.
Фактично, в тій чи іншій формі, служби перлюстрації та дешифрування листування існували і в той момент, і пізніше, попри наявні закони про таємне листування.

## Франція

### Передісторія
В 1590 року французький король Генріх IV заснував поштову службу «Poste aux Lettres», якій було поставлено завдання відкривати, читати та повторно запечатувати листи, збираючи інформацію про умонастрої нації.
Поінформованість публіки про існування подібної служби привела до використання шифрів в приватному листуванні, а це, в свою чергу, призвело «Poste aux Lettres» до необхідності вміти зламувати новостворені системи шифрів.
Після того, як в 1628 році молодий переписувач Антуан Россіньоль дешифрував листи гугенотів з обложеної фортеці Ла-Рошель, кардинал Рішельє призначає його начальником «Рахункової Частини» (фр. Cour des comptes) — дешифрувального відділення.
Россіньоль стає першим професійним криптоаналітиком Франції, а на смертнім одрі Людовик XIII називає його «людина, від якої залежить благополуччя моїх підданих».
Россіньоль став першим криптоаналітиком, що прославився завдяки своєму таланту, на його честь складали оди, а Шарль Перро включив його біографію до книги «Знамениті люди Франції».
Слідом за Антуаном Россіньолем, начальниками «Рахункової Частини» були його син і онук.

### Перший чорний кабінет
1628 року, коли Рішельє заборонив пересилання листів інакше як поштою та наказав влаштувати в приміщенні паризького поштамту спеціальну кімнату для таємного перегляду листів, був організований перший «Чорний кабінет» (фр. Cabinet Noir).
Існує також версія, що перша служба під назвою Cabinet Noir була організована в 1668 році військовим міністром Людовика XIV Франсуа Лавуа, і вже слідом за цим назва стала застосовуватися до різноманітних організацій, що займаються перлюстрацією та дешифруванням кореспонденції. Очолювали роботу «чорного кабінету» Антуан Россіньоль і його син Бонавентура.
За царювання Людовика XIV стеження та поштова цензура стають частиною системи політичної поліції.
За нового короля місцем роботи Россіньоля стає кімната, прилегла до кабінету короля у Версалі.
Звідси йшов потік дешифрованих повідомлень, що неабиякою мірою визначали політику Людовіка.
Сучасники були добре обізнані про існування «чорного кабінету» для перлюстрації листів і тому з обережності не торкалися в кореспонденції питань, що становили державну таємницю.
Про це пише, наприклад, герцог Сен-Сімон у своїх мемуарах, що належать до кінця XVII століття.
Французький «чорний кабінет» отримав особливе значення при Марк-Рене д'Аржансоні, який з 1697 року займав пост генерал-лейтенанта поліції.
Його правління збіглося з останніми, найбільш важкими для країни роками правління Людовика XIV, військовими поразками та продовольчими хвилюваннями в Парижі.
У цих умовах д'Аржансон значно розширив систему стеження.
За Людовіка XV численний штат чиновників, які працювали під наглядом головного директора пошти Жанель, знімав відбитки з сургучевих печаток, водяною парою розплавляв сургуч, виймав листи з конвертів та читав їх, знімаючи копії з тих листів, які, на думку цензорів, могли зацікавити або розважити короля та маркізу де Помпадур.
Людовик XVI 1775 року заявив, що приватне листування є недоторканним, проте «чорний кабінет» і далі функціонував, зберігшись і після Великої французької революції, і в Першій імперії Наполеона I.

## Королівство Велика Британія
Англійський «чорний кабінет» з'явився, коли в 1655 році Олівер Кромвель призначив Джона Терло, одного з організаторів секретної служби Парламенту, Головним поштмейстером.
Терло організував при поштовій службі таємну канцелярію (англ. Secret Office) для перлюстрації листів та залучив до співпраці з ним найкращого математика Англії тих часів, Джона Валліса.
Закон про пошту 1711 року давав урядовим службовцям право розкривати будь-які листи на підставі ордерів, які вони самі і видавали.
З цього часу державний секретар просто направляв у поштове відомство списки всіх, чиє листування потрібно було перлюструвати.
При цьому один ордер міг включати сотні імен та мати додаткові вимоги розкривати листування не лише пойменованих персон, але так само і їх адресатів.
З 1765 року ордери із списками дипломатів були замінені на загальний ордер «розкривати дипломатичне листування».
«Чорний кабінет» був засекречений та офіційно про його існування знали не більше тридцяти осіб, дешифроване дипломатичне листування доставлялося лише королю та декільком міністрам, листування глав опозиції доставлялося державному секретарю (Parliamentary Under-Secretary of State).
У XVIII столітті англійський «чорний кабінет» не мав свого приміщення та чіткої організації.
Більшість співробітників працювали у себе вдома, матеріали пересилалися посильними, а старший дешифрувальник не був начальником над іншими.
В 1723 році два криптоаналітика англійського «чорного кабінету» свідчили в палаті лордів у справі про змову.
Обидва вони показали, що незалежно один від одного дешифрували листування, і результати розшифрування збіглися.
Обвинувачений, єпископ Еттербері, намагався поставити під сумнів достовірність дешифровки, і лорди проголосували за пропозицію про те, що:

… на думку палати, будь-які питання дешифрувальників, які можуть привести до розкриття способів або таємниць дешифрування, суперечать суспільній безпеки.

Англійський «Чорний кабінет» прочитував в середньому два або три шифрованих листи на тиждень.
Його співробітники успішно зламували шифри Австрії, Туреччини, Росії, Франції та інших держав.

## Інші європейські держави
Наприкінці XVII — початку XVIII століть «чорні кабінети» з'являлися один за одним практично у всіх державах Європи, в першу чергу як засіб для контролю над дипломатичним листуванням.

### Священна Римська імперія— Австрія
Австрійська секретна служба (нім. Geheime Kabinets-Kanzlei) була одним з найбільш ефективних «чорних кабінетів» у XVIII столітті.
При штаті в десять осіб кабінет обробляв в середньому сотню листів за день завдяки системі поділу праці. Оброблялася дипломатична пошта, транзитна пошта, листи, перехоплені поліцією.
Листи розкривали, розтоплюючи печатки над свічками, і відмічали порядок сторінок.
Помічник директора переглядав листи та відбирав ті, які треба було скопіювати.
Довгі листи копіювали під диктовку з використанням до чотирьох стенографістів одночасно.
Листи на невідомій помічнику директора мові передавалися службовцю, знайомому з цією мовою.
Були перекладачі з більшості європейських мов, а при виникненні систематичної потреби в новій мові, один із службовців терміново вчив нову мову.
Після копіювання листи опечатувалися підробленими печатками та поверталися на пошту в той же день, дипломатичне листування — протягом трьох годин.
Найцікавіша інформація спрямовувалася директором кабінету зацікавленим особам.
Зашифрована кореспонденція піддавалася криптоаналізу.
У Відні була розроблена спеціальна система навчання та роботи з персоналом.
Щоб уникнути перевтоми від розумового навантаження, австрійські криптоаналітики відпочивали кожний другий тиждень. Заробітна плата була невисокою, але вона подвоювалася за розгадування першого шифру, за розгадування другого та наступних шифрів видавалися значні премії.
Заохоченням служили також аудієнція у монарха.
Карл VI особисто вручав премії співробітникам свого «чорного кабінету», а ерцгерцогиня Марія Терезія часто розмовляла з ними про досягнення в криптоаналізі.
До досягнень австрійських криптоаналітиків відноситься читання шифрованого листування Наполеона, Талейрана та безлічі інших політичних діячів.
Барон Ігнац Кох, директор віденського «чорного кабінету» з 1749 по 1763 роки, писав:

Це вісімнадцятий шифр, який ми розкрили протягом року… На жаль, нас вважають надто майстерними в цьому мистецтві, і думка про те, що ми можемо вторгнутися в їх кореспонденцію, спонукає іноземні двори безперервно міняти ключі, інакше кажучи, посилати щоразу більш важкі в сенсі дешифрування повідомлення.

### Священна Римська імперія
«Чорний кабінет» Нюрнберга працював з 1680-х, часів війни Аугсбурзької ліги, намагаючись простежити за французьким впливом на землях Священної Римської імперії і в східній Європі.
Завдяки привілейованому та практично монопольному становищу пошти Турн-і-Таксис у багатьох державах, особливості поштових потоків усередині цієї організації в чималій мірі призвели до виникнення «чорного кабінету» в Нюрнберзі.
Саме в цьому місті потік пошти Турн-і-Таксис, що йшов з Франції та Іспанських Нідерландів, розділявся надвоє — в північну та східну Європу.
У Нюрнберзі вся ця пошта розкривалася і копіювалася імперськими властями з повним сприянням сімейства Турн-і-Таксис.

### Священна Римська імперія— Брауншвейг
В Целле, резиденції герцога Брауншвейг-Люнебургського, починаючи з 1693 року весь потік листів із Нюрнберга на північ копіювався вже без такого сприяння, на користь англійських та голландських друзів та союзників герцога.
На скаргу, подану при дворі Імператора представником Турн-і-Таксис, герцог відповідав, що навряд чи хто-небудь може очікувати від нього іншої поведінки у воєнний час.
Незважаючи ні на що, французькі дипломати продовжували надсилати листи через німецькі землі, будучи впевненими в неперевершеності французької шифрувальної служби.
Тим не менш, два професійних криптоаналітика на службі Брауншвейга з можливою, але не задокументованою, допомогою Вільгельма Лейбніца розкрили чимало з цих шифрів.
Кінець активній роботі целльского, а слідом за ним і ганноверського «чорних кабінетів» був покладений комерційним витісненням Турн-і-Таксис приватними французькими та голландськими поштовими службами.
Поштове агентство Амстердама не побажало ділитися поштою, що пересилається через нього, з «чорними кабінетами» німецьких графств та герцогств, заявивши, що це сповільнить та удорожить доставку пошти.

### Голландська Республіка
Те, в чому амстердамське поштове агентство відмовило німцям, воно надало великому пенсіонарію Голландської республіки.
Виникнення голландського «чорного кабінету» за часів війни за іспанську спадщину цікаво як приклад становлення секретної організації під впливом існування інших.
У перші роки війни Голландська республіка нерідко перехоплювала листи дипломатів та шпигунів зі своєї території.
Для дешифрування таких листів голландці зверталися за допомогою в ганноверський та англійський «чорні кабінети».
Коли значний потік європейського дипломатичного та комерційного листування сам прийшов в руки республіки, для того щоб швидко витягати інформацію, що представляє інтерес для Республіки та самостійно розпоряджатися, їй знадобилася і відповідна служба.
Перші роки амстердамський поштмейстер зі своїми службовцями копіювали пошту, а більша частина дешифровок виконувалася, як і раніше, в Ганновері, але неоднозначні відносини між союзниками все більше зміщували центр ваги на «чорний кабінет» в Гаазі.
Особливостями Голландської республіки, які впливали на роботу «чорного кабінету», було особливо багато людей в країні, залучених до ухвалення політичних рішень, які до того ж вели листування з цього приводу, і приватне управління поштовими відділеннями до 1750 року.

### Королівство Данія
У Данії, перлюстрація увійшла в побут під час дансько-шведського протистояння кінця XVII — початку XVIII століть.
Данський «чорний кабінет» цікавився майже виключно дипломатичним листуванням. Інформації про внутрішньополітичні справи збиралася рідко, переважно під час палацових інтриг, і тими ж способами, що застосовувалися до іноземної кореспонденції.
Через нездатність справлятися з дешифруванням послань, систематична перлюстрація фактично заглохла до 1760 року.
Це особливо помітно на прикладі серій перехоплених листів, датованих 1758 роком, в яких клерки ставили позначки «одна сторінка шифру» замість того, щоб хоча б переписати шифровку.

## Російська імперія

### XVIII століття
Ще за Єлизавети Петрівни в Росії директором пошт Бестужевим-Рюміним була налагоджена систематична перлюстрація дипломатичної кореспонденції. Петербурзькому «поштовому амту» було поставлено в обов'язок розкривати та копіювати все закордонне листування зарубіжних послів. Приватні листи, що перетинають кордон, за можливості розкривалися, але копіювалися лише найцікавіші, такі, як листи майбутньої імператриці Катерини.
Під контролем Бестужева-Рюміна, при колегії закордонних справ цілком успішно діяла дешифрувальна служба під керівництвом Гольдбаха, секретаря РАН.
Прикладом успіху служби було дешифрування Гольдбахом 70 листів з листування французького посланця Шетарди, що призвело до зриву укладення Францією союзу з Росією проти Австрії, а сам посланець примушений в добовий термін покинути столицю. Робота перлюстраторів мала свої труднощі.
Петербурзький пошт-директор писав у рапорті:

… оний клей від пара окропу, над яким листи я кілька годин тримав, ніяк розпуститися і відстати не міг. Та й той клей, який під печатками перебував (коли хоча я майстерно зняв), однак ж не розпустився. Отже ж, я на превеликому моєму співчутті ніякої можливості не знайшов оних листів роздрукувати без повного разодранія кувертів.

За Катерини II, після того як дешифровальну службу очолив Франц Епінус, а штат її виріс, обсяги як перлюстрації, так і дешифрування значно збільшилися.
Нерідко Катерина II читала дешифровані депеші дворів до послів в Санкт-Петербурзі раніше їх самих.
В 1771 році лише з листування прусського посла було перехоплено 150 депеш, зашифрованих декількома шифрами.
До цього часу розкривалася вже вся зарубіжна кореспонденція без винятку.
В 1779 році імператриця повеліла секретно та постійно доставляти їй з санкт-петербурзького поштамту розкриту кореспонденцію.
Формально датою організації російського «чорного кабінету» можна вважати 18 квітня 1794 року.
У цей день Катерина II секретним указом визначила організацію служби перлюстрації у всеросійському масштабі.
За указом, цією роботою повинні були займатися чиновники Санкт-Петербурзького поштамту та Ризької поштової контори.
В 1795 році головний директор пошт граф О. А. Безбородько наказував пошт-директору Литви заснувати «в губернських містах Мінську та Ізяславлі секретния Експедиції», для чого були спрямовані «Чотири чиновника, знаючі мистецтво перлюстрації» і ця одна з перших службових інструкцій, що визначає основні складові процесу перлюстрації: розтин листів, зняття копій або короткий виклад змісту, порядок направлення виписок зацікавленим особам.
З цього часу порядок перлюстрації регулювався таємними інструкціями.

### XIX—XX століття
Зі сходженням на престол Олександра I у справі перлюстрації сталася короткочасна лібералізація.
Згідно з розпорядженням нового імператора «внутрішня кореспонденція, вироблена між собою приватними людьми… була недоторканною та вилучена від усякого огляду та відкриття».
Це не означало повного скасування «чорних кабінетів» (секретних експедицій), оскільки «що лежить до зовнішнього листування, в перлюстрації оной надходити за колишніми приписами та правилами без скасування».
До початку XIX століття «чорні кабінети» діяли в Санкт-Петербурзі, Москві, Ризі, Бресті, Вільно, Гродно та Радзівілові.
Чиновникам потрібно було звертати увагу на справи про контрабанду, фінансові операції («ввезення асигнацій»), а «також і про все те, що шкідливо узаконенням та Державі взагалі та приватно», щоб «могли бути взяті належні заходи».
З указу про скасування внутрішньої перлюстрації незабаром з'явилися винятки, перед цим закриті «чорні кабінети» були відновлені, були організовані й нові.
Держава особливо піклувалася про збереження факту перлюстрації в таємниці, «щоб ніхто не боявся повідомляти через пошту думки свої відвертим чином, щоб в іншому випадку пошта не позбулася довіри, а уряд сього вірного засобу до узнання таємниці».
З цією метою міністр внутрішніх справ в 1813 році вказував всі затримані листи, копії та доповіді, «коли потреба в них зникне», знищувати «так, щоб і слідів цих справ не залишалося».
При Миколі I служба була реорганізована, провінційні відділення були закриті, а штат центральних був збільшений.
В 1829 році чисельність чиновників, що займалися перлюстрацією, становила 33 особи, в тому числі в Петербурзі — 17, в Москві — 8, у Вільно — 4, в Тобольську — 4 особи.
Але і до початку XX століття масштаби секретної служби були незначні.
«Чорні кабінети» існували негласно, під прикриттям Цензури іноземних газет та журналів при Головному управлінні пошти та телеграфів, а плату співробітники отримували із секретного фонду.
До цього часу Росія підписала міжнародну конвенцію про таємне приватне листування, законодавством дозволялася перлюстрація листування лише тих осіб, проти яких вели кримінальну справу, і був потрібен дозвіл окружного суду, а за незаконну перлюстрацію передбачалося кримінальне покарання.
В 1913 році в «чорних кабінетах» імперії було розкрито 372 тисяч листів та зроблено з них 35 тисяч виписок. На цей момент перлюстраційні пункти існували у Варшаві, Києві, Москві, Одесі, Санкт-Петербурзі, Харкові і, на суто секретному положенні, в Тифлісі.
Загальне число чиновників-перлюстраторів становило менше 50 людей, ще близько 30 поштових працівників брали участь у відборі листів для перлюстрації.
За необхідності на поштамти, що не мають власних перлюстраційних пунктів, відряджалися чиновники петербурзького «чорного кабінету».
Іноді місцеві жандармські управління за допомогою особливо довірених поштових чиновників проводили перлюстрацію самі. Але зазвичай, перлюстраційні пункти не працювали безпосередньо з місцевою владою, дотримуючись конспірації.
Так, якщо з перлюстрованої пошти ставало відомо про підготовлювані політичні акції у Москві, доповідна записка градоначальству з відповідними виписками адресувалася на комерційну поштову скриньку під псевдонімом «Анненков».
Перлюстрації піддавалися листи «зі спостереження» (відповідно до списку адрес та осіб, складеним Департаментом поліції) і «за підозрою».
Листи потрапляли під підозру насамперед на підставі почерку автора на конверті. У зв'язку з цим чиновники, які займалися перлюстрацією, мали вивчати каліграфію.
Вимагалося також знання щонайменше трьох європейських мов.

## Радянський Союз

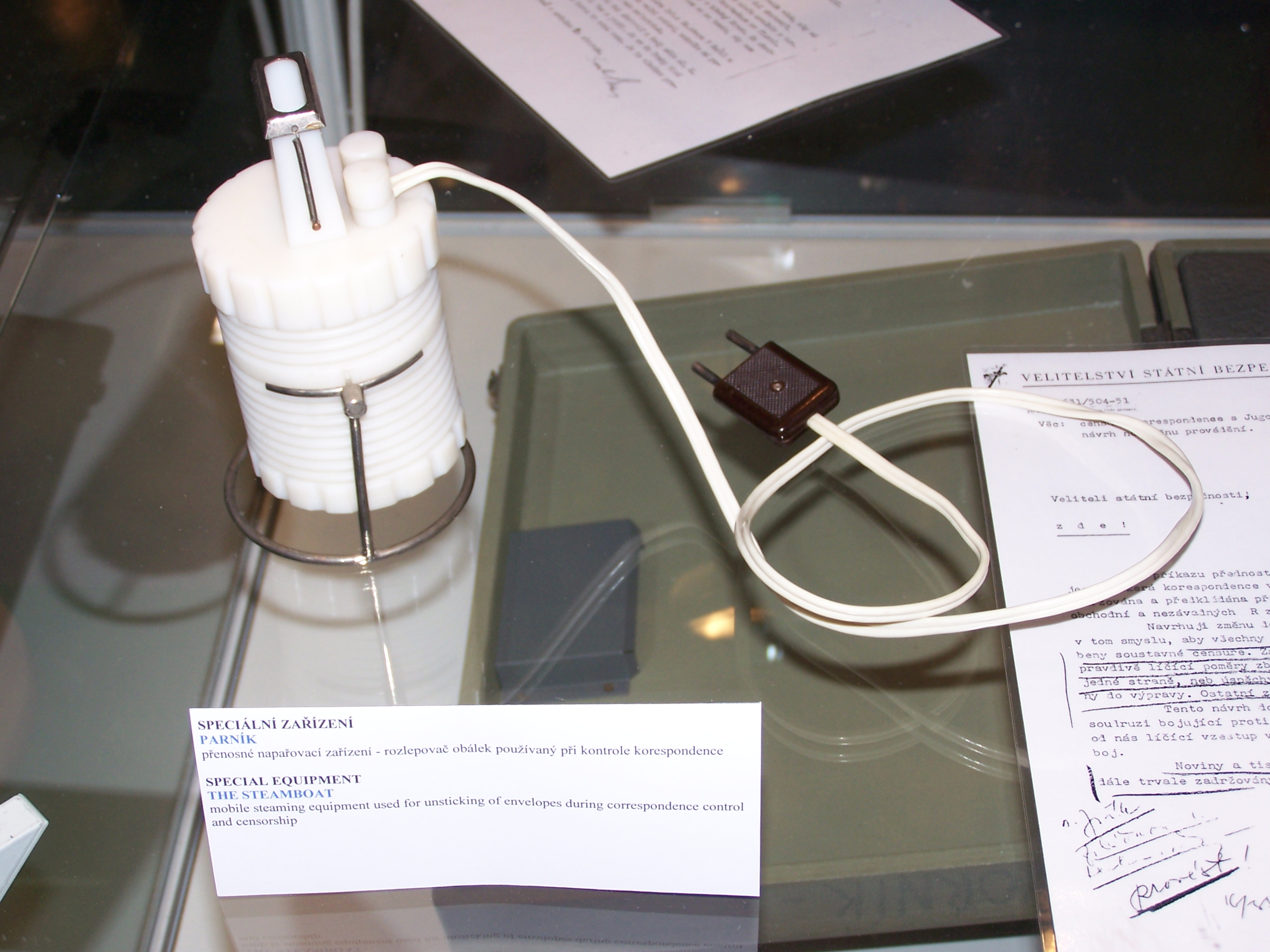
Паровий пристрій для відкривання конвертів виробництва Чехословаччини.

В СРСР перлюстрація, як і діяльність спецслужб у цілому, набула набагато більшого розмаху.
Відділ політконтролю ВЧК, утворений 21 грудня 1921 року при Секретно-оперативному управлінні, займався перлюстрацією поштово-телеграфної кореспонденції.
Вже восени 1922 року політконтроль кореспонденції проводився ДПУ (наступником ВЧК) в поштових установах в 120 містах РРФСР.
Заборонялася перлюстрація кореспонденції провідних партійних та державних діячів, органів друку та дипломатичної пошти.
За один лише серпень 1922 року працівники політконтролю перевірили 135 000 з 300 000 поштових відправлень, що надійшли в РРФСР з-за кордону та відцензурували всі 285 000 листів, надісланих з РРФСР за кордон.
1925 року відділ був об'єднаний з Інформаційним відділом у Відділ інформації та політконтролю, який 1931 року влився в Секретно-політичний відділ.
На початку 1930-х років служба політконтролю перевіряла всю міжнародну та внутрішню кореспонденцію іноземців, що проживали на території СРСР, всі поштові відправлення, що надійшли до запитання, кореспонденцію конкретних осіб за списками оперативних та інших підрозділів ОДПУ, в період колективізації — листів, надісланих із сільської місцевості в армію і на флот, тощо.

## У сучасній Росії
21 липня 2009 року набув чинності наказ Міністерства зв'язку та масових комунікацій РФ «Про затвердження Вимог до мереж та засобів поштового зв'язку для проведення оперативно-розшукових заходів».
У наказі розписано, які послуги мають надавати на пошті восьми відомствам (що ведуть розшук): МВС, ФСБ, ФСО, СЗР (рос. СВР), ФТС, ФСВП і ФСКН. Серед послуг можна особливо виділити обов'язок поштовиків надавати чиновникам, що ведуть розшук, особливі приміщення.